# Musa Audu
Musa Audu (Nigeria, 18 de junio de 1980) es un atleta nigeriano, especializado en la prueba de 4x400 m en la que llegó a ser medallista de bronce olímpico en 2004.

## Carrera deportiva
En los JJ. OO. de Atenas 2004 ganó la medalla de bronce en los relevos 4x400 metros, con un tiempo de 3:00.90 segundos, llegando a la meta tras Estados Unidos y Australia, siendo sus compañeros de equipo: James Godday, Saul Weigopwa y Enefiok Udo-Obong.